# Johan Petter Holmström
Johan Petter Holmström, alias Carl Pettersson, även känd som Svarte Petter eller Skurne Petter, född 27 september 1820 i Balsby i Nosaby socken, död 7 maj 1900 i Öljehults socken, var en svensk kringresande bleckslagare och lumpsamlare som på sin tid var en beryktad brottsling och välkänd i svensk massmedia.
Han flyttade till Gladsax socken 1850 under den falska identiteten Carl Pettersson och lyckades i flera år dölja sin bakgrund. Vid en rannsakning uppdagades hans verkliga identitet, och han straffades även för detta, då han identifierades som Johan Petter Holmström. Han erkände senare att han själv hade förfalskat sina personhandlingar, troligen i samband med en inflyttningsattest. Enligt Polisunderrättelser efterlystes ”Svarte Petter” för stöld 1866, 1885 och 1886, av samma anledning häktades han i Helsingborg. 
Bland befolkningen omtalades han ända in på 1900-talet som den vilde och fruktade "tattarhövdingen" och hans familj kallades för "Svarte Petters följe".

## Biografi

### Uppväxt och signalement
Johan Petter Holmström föddes som son till lumpsamlaren och glashandlaren Carl Holmström och hans hustru Brita Maria Hofdahl. Han tillhörde resandefolket och härstammade på fädernet från romen Peter Christophersson Frantzwagner (c.1675–1756) som invandrade till Sverige via Danmark i slutet av 1600-talet. Om barndomen berättade Holmström att han vid fjorton års ålder, då fadern hade dött, hade lämnat hemmet och därefter försörjt sig på att sälja lump och kryddor. Han kunde läsa, men inte skriva. Holmström hade flera syskon som levde ett resandeliv. Hans äldre bror, lumpsamlaren Axel (1816–1845), blev mördad i Gräsma, Huaröds socken av en "kringstrykande lösdrivare".
Han fick öknamnen ”Svarte Petter” eller ”Skurne Petter”, med anledning att han hade ärr i ansiktet efter att ha blivit knivskuren i tidigare slagsmål. Anledningen till namnet "Svarte Petter" kom sig av hans mörka hy. Signalementet med referenser till hans mörka hy är ständigt återkommande. Vid ett tillfälle beskrivs hans utseende som ”djupt kolsvart stripigt hår" och hans uttryck som "lömsk och tjuvaktig”. Han beskrivs även ha burit stora svarta polisonger. "Svarte Petters" far, Carl Holmström, beskrivs i passjournaler ha haft ett mörkt utseende. När han reste runt för att samla lump åt Almefors pappersbruk, noterades han som medellång, med svart hår, bruna ögon och ett mörkhyat ansikte.

### Ett liv under falsk identitet och kriminalitet
Johan Petter Holmström började redan i barnsben sin kriminella bana. När han var 15 år gammal åtalades han av Ystads kämnärsrätt tillsammans med sin mor för att ha stulit silverknappar.
I kyrkböckerna anges "Svarte Petter" som bleckslagare och lumpsamlare. Han levde tillsammans med den tre år äldre ”kringstrykande pigan” Johanna Sofia Lindgren (1817–1864). Hon var ättling till resandeanfadern Per Jönsson Hellbom Lindgren. Han anges som artilleristen Johan Petter Holm när han var fadder vid ett dop i Öveds socken 1841. När sonen Johannes döps 1843 kallas ”Svarte Petter” för "Johannes Pettersson". Sommaren 1845 greps "Svarte Petter" tillsammans med Johanna Sofia och fyra minderåriga barn, misstänkta för stöld. De båda dömdes senare för stöld och straffades med vatten och bröd samt uppenbar kyrkoplikt. "Svarte Petter" dömdes även som försvarslös och hölls därför frihetsberövad fram till juli 1846. Vid frigivningen fick han tydliga direktiv om att inom två månader skaffa sig laga försvar. År 1847 uppgav "Svarte Petter" namnet Johan Pettersson, vilket sannolikt skedde med anledning av att han vid tiden var efterlyst för stöld. Även Johanna Sofia, som vid tillfället beskrevs som hans fästekvinna, använde sig av flera olika namn, däribland Sofia Fredriksdotter och Johanna Pettersson. "Svarte Petter" kyrkoskrevs år 1850 i Gladsax nr 22 under den falska identiteten Carl Pettersson. Manipulationen av förnamnet uppstod genom att han lade till faderns tilltalsnamn, och efternamnet skapades som ett patronymikon baserat på sitt eget förnamn, Petter. Han uppges inflyttat från Vittaryds församling.  Han gifte sig under samma falska identitet i Gladsax kyrka 1851. Han kallar sig för "rusthållaren Carl Pettersson i Gladsax" när systern Anna Greta Carlsdotter ingick äktenskap med bleckslagaren Jöns Granlund i Skårby socken 1854.

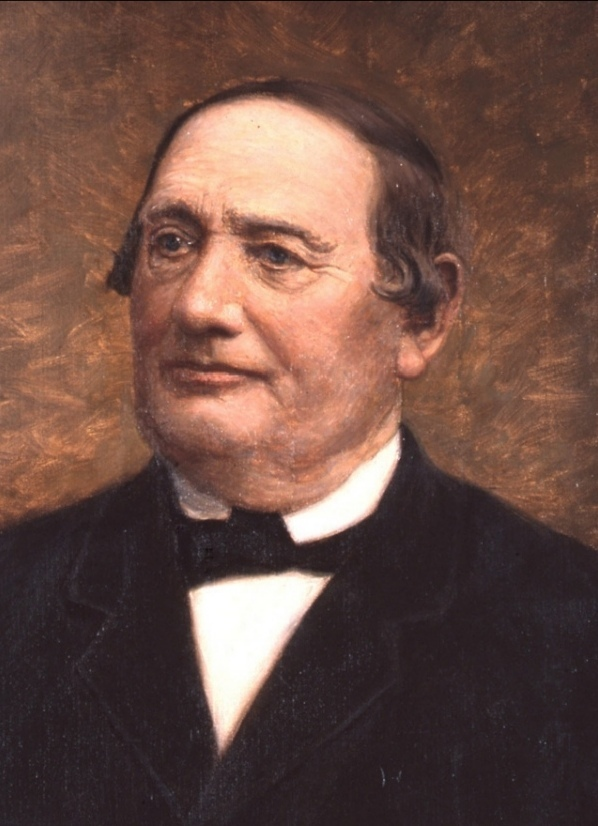
Porträtt på kronolänsman Axel Fredrik Montan. (1818-1910) Han var "Svarte Petters" antagonist och lade ner mycket tid på att få honom fälld för en rad brott.

 I början av april 1859 häktades "Svarte Petter" tillsammans med sin fru Johanna och sönerna Carl Fredrik och Gustav. Det var länsman Axel Fredrik Montan (1818–1910) själv som gripit dem och de anklagades för åtskilliga ”tillgrepp” i Rörums socken. Här beskrivs "Svarte Petter" i häktningsprotokollet med ”tvenne märken av knivskär i ansiktet", svart hår och blå ögon. De placerades på länscellfängelset i Kristianstad i väntan på rannsakning. I fängelset beskrivs han med mörkt ansikte, ärr på kindbenen och vara 5 fot och 8 tum lång. Sonen Carl Fredrik beskrivs ha "långlagt ansikte, bruna ögon och svart hår". Gustav beskrivs liknande med "långlagt ansikte, blåa ögon och mörkt hår". Familjen satt frihetsberövad under en längre tid i takt med att nya vittnesmål och anklagelser riktades mot dem. De beskylldes ävenledes för ett postrån begånget i närheten av Landskrona. Merparten av anklagelserna handlade om flera fall av brännvins stölder. Efter ett år i häktet begärde Johanna Sofia att försättas på fri fot för att kunna komma hem till sina yngre barn som "ledo brist på vård och tillsyn", men hennes begäran avslogs. "Svarte Petter" dömdes för stöld och urkundsförfalskning till böter och straffarbete i sex månader. Även de båda sönerna och frun Johanna Sofia dömdes, dock endast för stöld.
I maj 1868 införpassades "Svarte Petter" till häktet i Kristianstad åtalad för stöld. Han rannsakades vid Albo häradsrätt i Brösarp. I rättsprotokollet beskrivs han vara av "medelmåttig växt" med svart hår och "mörka ögon". Han uppgav sig vara "äkta född" i Nosaby 1820 till soldaten Carl Holmström och Brita Maria. Han lämnade hemmet vid 12 års ålder - "varefter han strukit omkring och idkat handel till år 1850 när han gifte sig i Gladsax med sin numera avlidna hustru Johanna Sofia Fredriksdotter, med vilken han har åtta barn". Han friades i oktober vid Albo häradsrätt för den åtalade stölden, men skickades vidare för rannsakning till Järrestads häradsrätt. Han frikändes även inför Järrestads häradsrätt och försattes därför på fri fot den 9 januari 1869. I augusti 1869 utpekades han som skyldig för att ha knivskurit en man i huvudet vid Sjöbo marknad.
"Svarte Petter" flyttade från Gladsax 1878 och bosatte sig i Bälinge 14, Oderljunga socken - men flyttade 1884 till Långasjönäs i Asarums socken i Blekinge. I april 1885 efterlystes "Svarte Petter" för att stulit olika slags tyger. Han hade ”bland en stor samling tattare” besökt torgdagen i Västra Vrams socken och misstänktes för stöld. Polisen informerade allmänheten att spaningsarbetet inletts men att man dittills inte nått någon framgång. Året därpå, i februari 1886, efterlystes han återigen av polisen, varvid hans verkliga identitet avslöjades: ”Enligt numera erhållna upplysningar heter den efterlyste Carl Petersson rätteligen Peter Holmström, och är boende i Betlehem under Långasjönäs i Asarums socken”. Han uppges resa omkring och bedriva ohederlig försäljning av celse- och lerkärl i sällskap med pigan Olivia Kristina Hult. I efterlysningen uppges han vara omkring 64 år gammal, med långt grått hår, tunt uppe på huvudet, gulbrun ansiktsfärg, ett stort ärr på vänstra kinden och en blåaktig näsa. Han var omkring 5 fot lång (cirka 150 cm) och var vid tillfället klädd i en blå lång ytterrock, svart rund hatt och långstövlar.
År 1891 flyttade han till Gungvala och anges som husägare och bleckslagare.
"Svarte Petter" hade det sämsta tänkbara rykte, varför allmogen försökte i möjligaste mån undvika honom och hans familj. Ett sätt att nå ut med information till befolkningen var att kontakta den lokala tidningen. I mars 1900 infördes en notis i Höganäs-Posten med rubriken ”Köp ej af tattare”, med ”Svarte Petter” som huvudperson: 
| ” | En landtbrukare från Lerberget köpte för en tid sedan en häst af en tattare, gemenligen kallad Svarte Petter. I tisdags kom polisen och tog hästen ifrån honom, ity att den var stulen i mällersta Sverige, skrifves till Höganäs-Posten. | „ |

### Sjöbo marknad 1874
Vid upprepade tillfällen beskrivs "Svarte Petter" med sin familj hamna i konflikt med den övriga befolkningen. Slagsmål och stölder som uteslutande förorsakats av ”tattarna”, enligt allmogen. Flera tidningar, däribland Folkets Tidning, redogör om en incident vars skådeplats var Sjöbo marknad sommaren 1874. "Svarte Petter" beskrivs som vida känd i trakten och sågs på marknaden tillsammans med sitt stora "tattar-sällskap". Det berättas vidare att en person ur sällskapet blev ertappad med att försöka genomföra en fickstöld, varpå detta skulle leda till en ”livlig batalj” mellan ”svarta och vita”. De ”vita” i detta sammanhang åsyftas på bönderna - medan de "svarta" var "Svarte Petter" med sällskap, enligt tidningarnas språkbruk. I tidningarnas berättelser träder bönderna fram som offer, medan det är de ”svarta” som till en början har övertaget i den våldsamma sammandrabbningen. När det såg ut att vara avgjort ska en bonde från Kärrtorps socken kommit till undsättning för att hjälpa bönderna. Han beskrivs som fysiskt stark likt ”en riktig Herkules både till krafter och storlek”. Han ska då ha utdelat slag mot motståndarna och därmed avslutat denna konflikt. "Tattarna" förnedras med avslutande mening:
| ” | Han utdelade slag på motståndarne med sådan färdighet, att allt motstånd war fåfängt; i stället för swarta blefwo de rödfärgade. Det var en riktig hudflängning. | „ |

### Tattardådet i Vallarum

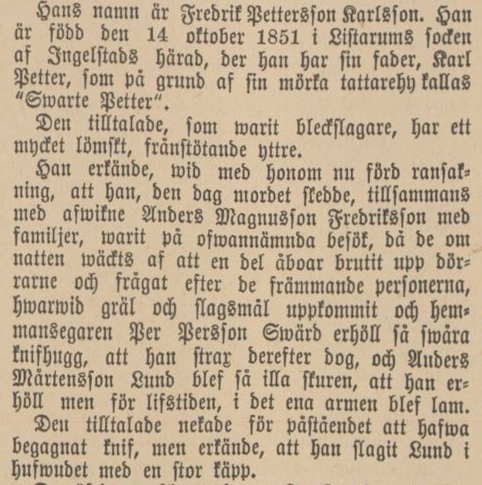
Ur Kalmar tidning onsdagen den 3 augusti 1887. Här omnämns mordet i Vallarum, där sonen Fredrik Carlsson är en av de tilltalade. Det beskrivs att hans far ”på grund af sin mörka tattarehy kallas Swarte Petter. Den tilltalade, som varit bleckslagare, har ett mycket lömskt, frånstötande yttre”.

Det mest omskrivna fallet där "Svarte Petter" omnämns är vad som i tidningarna senare skulle bli känt som ”Tattardådet i Vallarum”. I tidningarna beskrivs hur ”Svarte Petters” "lärjungar", däribland sonen Fredrik Carlsson och släktingen Andreas Magnusson Fredriksson, beväpnade med dolk och revolver - ska ha misshandlat och knivhuggit lantmannen och hemmansägaren Per Svärd så illa att denne senare avled till följd av skadorna. I Wernamo tidning från den 3 mars 1882 går det att läsa:
| ” | I Wallarum, omtaladt i förra numret, meddelas ytterligare, att en bland de af Svarte Peter och hans följe misshandlade landtmännen, Per Svärd, aflidlt af de sår han erhållit i bataljen med tattarne, och föga hopp finnes att de öfrige misshandlade kunna återställas. Svarte Peter och hans medbrottslingar ha gripits. Twå vagnslass s.k tattare med den fruktade Svarte Peter i spetsen ankommo i söndags å d. till Wallarum i Skåne, der kringstrykande vid ett föregående besök visat sig särdeles närgångna och långfingrade. Derför skyndade sex byamän till länsmannen för att få arresteringsorder på packet. Men då hvarken länsman eller fjerdingsman ville följa med, begåfvo sig de sex sjelfva till det ställe, der tattarne befunno sig. Då de der inkommit, släcktes ljuset, och Svarte Peter med följe började strax öfverfalla gubbarne med dolk och revolver, så att två af dem måste bäras derifrän. En har fått 15 svåra sår, deraf ett i lungan, som anses dödligt. En annan blef kastad ned i en brunn, der han måstc stå i flere timmar, tills barmhertiga menniskor kommo och uppdrogo honom. När länsmannen morgonen derpå kom, voro de manlige af följet borta - endast qvinnorna voro qvar, och dessa fingo följa med till häradshäktet. Spaning på tattarne fick man likväl, och troligen äro de nu häktade. | „ |

Trots sin livsstil lyckades de misstänkta hålla sig undan myndigheterna. Carlsson skickade emellertid ett brev, vars tilltänkta mottagare var hans syster Brita Maria Carlsson - som i denna stund satt frihetsberövad vid kronohäktet i Ystad. Brevet var poststämplat ”Laholm 4/3 82”. Detta uppmärksammades av fängelsepersonalen som meddelade dåvarande stadsfiskalen Nils Axel Holm. Han lämnade upplysningen till redaktionen för Polisunderrättelser som den 7 mars publicerade att den eftersökte kunde befinna sig i Laholm eller i trakten däromkring.
"Svarte Petters" son, Fredrik Carlsson, skulle inte gripas förrän fem år senare. Den 2 juli 1887 återfinns han i fångrullan på kronohäktet i Ystad, införpassad av tillsyningsmannen vid kronohäktet i Ängelholm och åtalad av Färs häradsrätt för dråp.". Han dömdes till 3 år och 3 dagars straffarbete samt förlust av medborgerligt förtroende i 5 år. Skånska Posten rapporterade om frihetsberövandet:
| ” | Nu, öfver 5 år derefter, har man fått tag i den ene, införpassad till cellfängelset i Ystad från Engelholms rådhusrätt, der han är dömd för tredje resan stöld med inbrott, för att der erhålla slutdom, enär det kommit i dagen, att han deltagit i det blodiga uppträdet 1882. Hans namn är Fredrik Pettersson Karlsson. Han är född 1851 i Listarums socken, der han har sin fader, Karl Petter, som på grund av sin tattarhy kallas Svarte Petter. | „ |

Även Filipstads och Bergslags tidning uppmärksammar gripandet. I likhet med de övriga tidningarna, anmärks att Fredrik är son till ”Svarte Petter” och att fem år passerat sedan våldet i Vallerum. Vidare skriver tidningen att Fredrik erkänt att han varit på brottsplatsen vid den aktuella tidpunkten, men förnekar att han handlat med kniv.

### Häststöld och rymning

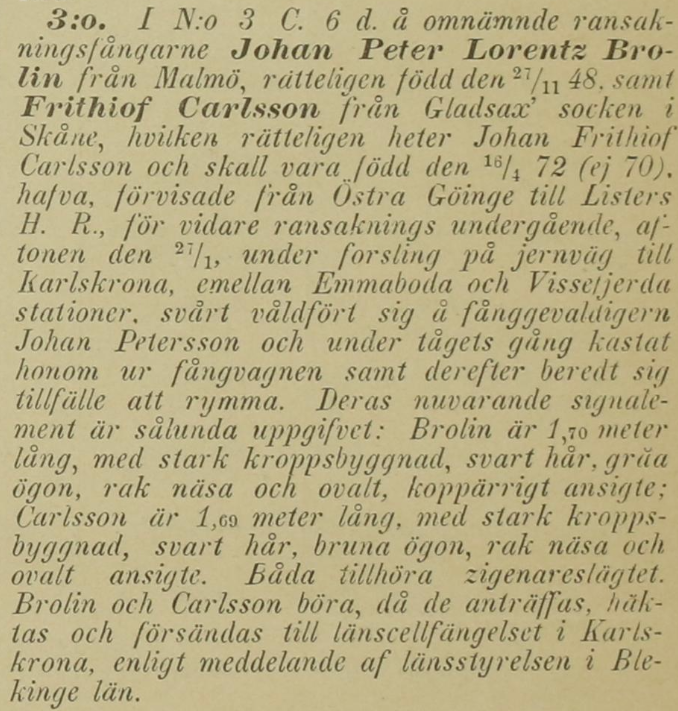
Ur Polisunderrättelser lördagen den 29 januari 1887. Efterlysning gällande Johan Fritiof Karlsson och Johan Petter Lorentz Brolin efter deras rymning ur fångtransporten. De båda anges i efterlysningen vara av "zigenarslägtet".

Natten mot midsommarafton 1886 begicks en häststöld i Norje, Blekinge län. Hästen var en ölandshäst och ägdes av en hemmansägare. Vittnen rapporterade att de misstänkta hästtjuvarna hade synts till efter vägen mot Kristianstad.
Den 3 november genomförde polisen en omfattande insats i stadsdelen Stattena i Helsingborg. Tillslaget riktades mot den ökände "Svarte Petter", som vid tillfället befann sig i staden tillsammans med barnbarnen Johan Fritiof Karlsson och Carl Johan Johansson Werner, samt sin styvson Johan Peter Lorentz Brolin. Gruppen väckte snabbt polisens uppmärksamhet, och med vetskap om deras potentiella våldskapital planerades gripandet noggrant. Flera enheter kallades in som förstärkning. Samtliga fyra misstänkta kunde gripas utan att någon skadades. Vid kroppsvisitationen visade det sig att "Svarte Petter" bar en skarpladdad revolver. Även Lorentz Brolin var beväpnad – han bar både en revolver och två dolkar och en mängd ammunition.
De samtliga häktades av stadsfiskalen för "innehavande av stulet gods", då de påträffades med flera stulna hästar. Dagen därpå transporterades dem till länsfängelset i Malmö. Johan Fritiof Karlsson och styvsonen Johan Petter Lorentz Brolin skulle senare uppmärksammas för våld mot en fånggevaldiger i samband med en rymning från en fångtransport. Den 25 januari klockan tre på eftermiddagen skrevs de tre männen, "Svarte Petter", Johan Fritiof Karlsson och Johan Petter Lorentz Brolin – in i fångrullan vid länsfängelset i Växjö som transportfångar. Två dagar senare skulle de med kvällståget transporteras till Karlskrona för vidare rannsakning i Karlshamn. Ombord på tåget klagade Johan Fritiof över att han kände sig "väldigt sjuk" och fick därför tillåtelse att dela fångvagn med Johan Petter Lorentz Brolin. "Svarte Petter" satt i en annan fångvagn vid det aktuella tillfället. Johan Fritiof och Johan Petter Lorentz Brolin övermannade sedan fångvakten och misshandlade denne kraftigt. Därefter lyckades de fly från fångtransporten när tåget saktade in i anslutning till Linnefors station. Länsstyrelsen telegraferade ut en efterlysning till vederbörande myndigheter och till tidningen Polisunderrättelser om de båda rymmarnas identitet och utseende. De båda beskrivs vara av "tattare-släkt". När "Svarte Petter" ankom till länsfängelset i Karlskrona den 27 januari var dennes båda medbrottslingar fortsatt på fri fot. Han vidaresändes fyra dagar senare till kronohäktet i Karlshamn i väntan på rannsakning. Han beskrivs i fångrullan se ut som en "tattare" med en "stor näsa, grått hår, ett stort ärr i övre läppen och koppärrig". Johan Fritiof och Johan Petter Lorentz Brolin frihetsberövades och skrevs in i fångrullan på kronohäktet i Karlshamn 12 februari 1887 efter 16 dagar på flykt. 15 februari 1887 kallades de misstänkta in med hand-och fotbojor för vidare förhör vid Listers häradsrätt. Johan Fitiof Karlsson berättade i förhör att han bodde i ett torp i Långasjönäs, Andrarum tillsammans med sin morfar. Tillsammans reste de runt och bedrev handel, däribland säljande av glasvaror och hästar. Han förnekade att de varit i Norje när stölden hade begåtts. "Svarte Petter" däremot skyllde samtliga anklagelser på sitt dåliga minne och höga ålder. Även Johan Petter Lorentz Brolin förnekade att han varit i Norje under midsommaren 1886. Flera vittnen kallades in, däribland gästgivaren Wilsson, som hävdade att han hade sett Johan Fritiof Karlsson vid det aktuella datumet. "Svarte Petter" dömdes mot sitt nekande av Listers häradsrätt 1887 till fyra månaders straffarbete och två års förlust av medborgerligt förtroende för häststöld.

### Svarte Petter och hans sista år
Efter avtjänat straff återvände "Svarte Petter" till sitt torp i Långasjönäs i Asarum, där han återupptog sitt liv som kringresande bleckslagare. Prästen antecknade i husförhörslängden att han nyligen blivit dömd och att han nu saknade medborgligt förtroende. År 1891 flyttade "Svarte Petter" tillsammans med Olivia Kristina Hult till Gungvala. Bara året därpå, 1892, dör Olivia Kristina. Sista tiden tycks han ha tillbringat i Gungvala nummer 4, där han var kyrkskriven både som husägare och bleckslagare. Den 7 maj 1900 avled "Svarte Petter" när han befann sig i Öljehults socken.

### Svarte Petters barn
"Svarte Petter" var far till sammanlagt tio barn. Noterbart är att flera av hans söner omnämns med nedsättande öknamn, som "Svarte Johannes", "Svarte Fredrik" och "Tattar-Gustav". "Svarte Petter" sammanlevde en period med Olivia Kristina Hult (1829–1892), som tidigare fött en oäkta son tillsammans med häradsvalackaren och spelmannen Lorens Brolin. Flera av barnen beskrivs, liksom sin far, ha haft ett mörkt utseende. När sonen Gustav efterlystes för stöld 1880, beskrevs han som "mycket mörk" med svart mustasch. Sönerna Fredrik och Nils Petter anges i fångrullan ha haft svart hår och mörk hy.
- Carl Fredrik Pettersson Holmström (1839–1881)
- Gustav  "Tattar-Gustav" Karlsson Pettersson (1840–1892)
- Johannes "Svarte Johannes" Karlsson Holmström Pettersson (1843–1891)
- Nils Petter Karlsson Pettersson (1845–1908)
- Maria Pettersson (1847–1848)
- Maria Charlotta Karlsdotter Pettersson (1849–1885)
- Fredrik "Svarte Fredrik" "Allerums Fredrik" "Surögde Fredrik" Karlsson Pettersson (1851–1923)
- Andreas Karlsson (1854–1854)
- Mathilda Helena Pettersson (1856–1931)
- Brita Maria Karlsson (1862–?)

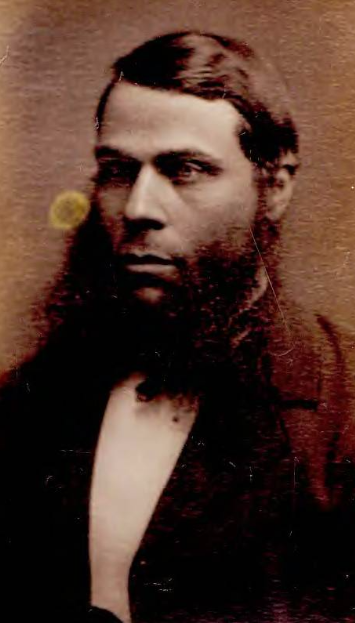
Fredrik "Svarte Fredrik" Pettersson Karlsson (1851–1923). Fotograferad i samband med sin frigivning från Länsfängelset i Halmstad 1881.
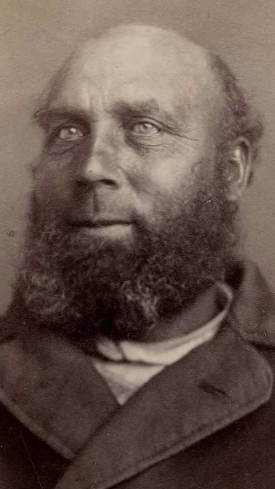
Nils Petter Pettersson Karlsson (1845–1908). Fotograferad i samband med sin frigivning från Länscellfängelset i Karlskrona 1892.

### Svarte Petter och hans släkt

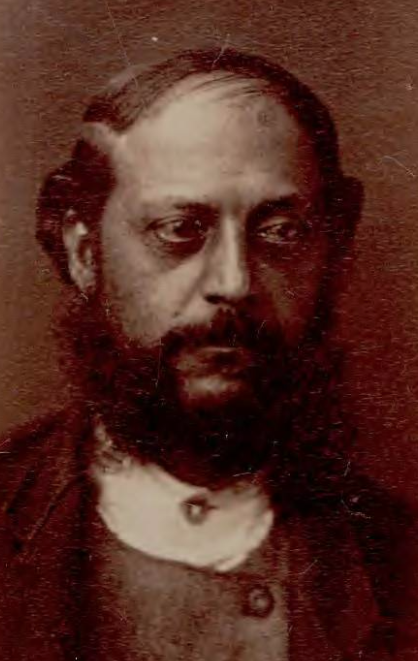
Andreas Magnusson Fredriksson (1842–?). Fotograferad i samband med sin frigivning från Långholmens straffängelse 1880.
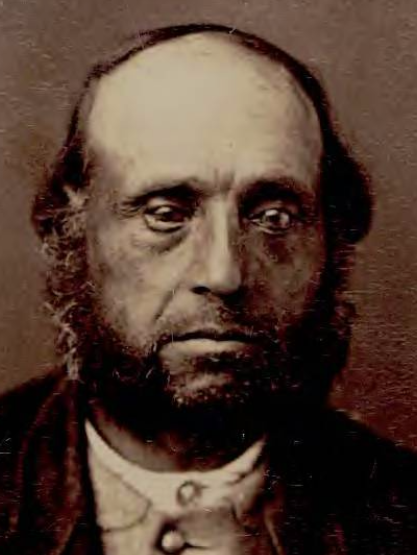
Lars Petter Magnusson Fredriksson (1830–1891). Fotograferad i samband med sin frigivning från Långholmens straffängelse 1880.
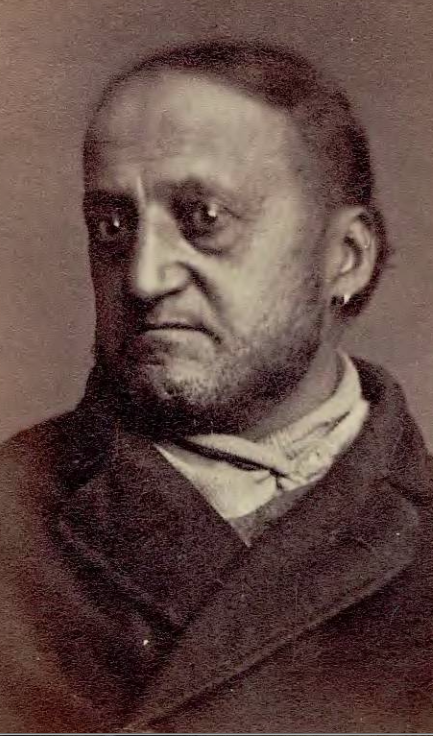
Elias Magnusson Fredriksson (1835–1910). Fotograferad i samband med sin frigivning från Karlskrona straffängelse 1882.
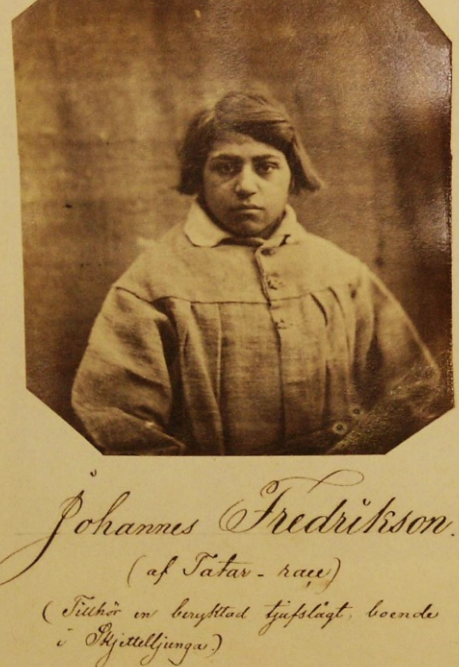
Johannes Fredriksson (1844–?). Fotograferad på Malmö fängelse 1861. Han antecknas vara ”af Tatar-race” och "Tillhör en beryktad tjufslägt, boende i Skjettelljunga".

Bilderna ovan porträtterar de fyra bröderna Andreas, Lars Petter, Elias och Johannes, som var tremänningar till "Svarte Petters" barn. "Svarte Petter" var kusin till deras mor, Anna Chatarina Holmström, som i fångrullan hösten 1833 benämns som "zigenaren" i samband med att hon spärrades in på Malmö slottshäkte för olovligt kringstrykande. Fotografierna är tagna i samband med deras frigivningar från långa fängelsestraff. Andreas och Lars Petter frigavs samma dag från Långholmen, söndagen den 22 augusti 1880. Två år senare blev Andreas anklagad för att deltagit i "Tattaredådet i Vallarum", då han tillsammans med sin tremänning "Svarte Fredrik" misshandlat och knivhuggit lantmannen och hemmansägaren Per Svärd så illa att denne senare avled till följd av skadorna.
Johannes Fredriksson föddes den 24 augusti 1844 i Västra Vrams socken, Kristianstads län. Han satt, liksom sina bröder, mestadels frihetsberövad under sitt vuxna liv till följd av brott. Han greps för fickstöld vid 17 års ålder och införpassades av stadsfiskalen Törnblad den 12 mars 1861 till häktet i Malmö. Han dömdes av Lunds rådhusrätt till sex dagars vatten och bröd, samt därefter avtjäna 2 år och 6 månaders straffarbete vid Malmö straff och arbetsfängelse. I fängelset beskrevs han som ”stark och vildsint” med svart hår, bruna ögon, mörkt ansikte och "klen kroppsbyggnad.”
Flera ur "Svarte Petters" släktkrets och efterkommande kom att kallas ”Svarte-Pettrarna”, med anledning av "Svarte Petters" ryktbarhet. När sonen Nils Petter intogs på kronohäktet i Ystad den 10 mars 1882, denna gången misstänkt för stöld, nämner fångvaktaren i signalementsbeskrivningen att han är son till ”Svarte Petter”. När dottern Brita Maria var intagen på kronohäktet i Ystad gjorde fängelsepredikanten noteringen: ”Dotter till illa beryktade tattaren Carl Petersson, Svarte Petter kallad". När äldsta sonen Carl Fredrik var intagen på länsfängelset i Kristianstad för stöld anges fadern "Svarte Petter" som "zigenaren i Gladsax Peter Pettersson".
I tidningarna omnämns de återkommande som ”Svarte Petters söner”. Denna objektifiering tycks varit vanligt förekommande för sönerna, som hela tiden påmindes om sin tillhörighet. Tidningen Malmö Allehanda uttrycker 1871 den efterlängtade nyheten att sönerna till ”Svarte Petter” dömts till fängelse:
| ” | De så kallade Swarte Petters söner, hvilka länge warit en sträd för befolkningen i sydöstra Skåne, hafwa äntdligen blifwit efter rannsakningar inför häradsrätten i Hammenhög dömda den ene till halftannat och den andre till 2 års straffarbete. De äro äfwen misstänkta för delaktighet i det å soldaten Lindström i oktober månad föröfwade mord". | „ |

De framstår vid rätten som listiga tjuvar och våldsmän när de anklagas för överfall och stölder gentemot förbipasserande efter vägarna. Åtskilliga av "Svarte Petters" barnbarn dömdes till fängelse för stöld och våldsbrott. Bröderna Gustaf Adolf och Karl Petter Johansson dömdes båda till 12 års straffarbete för dråp och misshandel. De kallades för "Bälingetattarna" när de pekades ut som skyldiga för "dubbelmordet" i tidningarna. Axel Valdemar Gustavsson (1864-1903) dömdes till fem års straffarbete för mord då han knivskar sin kusin till döds i Bjärlöv efter en återresa från marknaden i Broby i juni 1891.  Axel Valdemar blev skjuten till döds 1903 av sin bror "Lille-Lars" Gustavsson. "Lille-Lars" blev frikänd från dådet, och dömdes enbart till 1 månads fängelse för uppsåtligt vållande till annans död, då han ansågs handlat i nödvärn efter att Axel Valdemar hotat att hugga ihjäl honom med kniv. Denna händelse uppmärksammades som "Tattardråpet i Lyngsjö" och både Axel Valdemar och "Lille-Lars" utpekades som "tattare".
Borstbindaren Gustaf August Vidriks dömdes flera gånger för stöld och misshandel och noterades i fångrullan som tillhörande av "tattarstammen". 1888 dömdes han till 7 år och 21 dagars straffarbete. Vidriks bror, plåtslagaren Martin Carlsson Holm, dömdes av Färs häradsrätt för mordförsök och oredligt beteende. De båda bröderna och kusinen Axel Valdemar Gustavsson åtalades för att tillsammans misshandlat arbetaren Nilsson till döds i Hörby 1898. Denna händelse kallas för "Dråpet i Hörby" i tidningarna och under rättegången skyllde de på varandra och ansåg sig vara oskyldiga. Vidriks och Axel Valdemar dömdes båda till tre års fängelse.
Hilding Sigfrid Johansson-Axelsson (1889-1976) var barnbarnsbarn till "Svarte Petter". Han kallades för "Svanhalsen" och ansågs av samtida ha talets gåva och var "marknadens okrönte kung" för sina lyckade hästaffärer. Han anses varit förebilden till Nils Gallilé ur Fritiof Nilsson Piratens Bombi Bitt och jag. "Svanhalsen" blev vida känd i tidningarna efter att han knivskurit Folke ”Damstrumpan" "Ostapågen” Karström till döds i februari 1936 i Hässleholm. Han dömdes till sex års fängelse.

### Tattarinventeringen
"Svarte Petters" barn och efterkommande omnämns i flera statligt finansierade utredningar av socialstyrelsen med anledning av deras kategorisering som "tattare". Sonen Fredrik beskrivs som en särskilt farlig "tattare" i Lösdriverilagsutredningen från år 1923. I den stora inventeringen, "Undersökning angående Tattare", som genomfördes av kriminalpolisen i Malmö 1935 kartläggs "Svarte Petter" och hans familj.